# Carl Pettersson (politiker)
Carl Fredrik Pettersson, född 20 juni 1830 i Västerås, död 20 november 1912 i Sundborn, Kopparbergs län, var en svensk kyrkoherde och riksdagsman.
Pettersson kyrkoherde i Sundborn från 1874. Han var ledamot av riksdagens första kammare 1892-1901 för Kopparbergs län.